# Kosciuszko Creek
Kosciuszko Creek – strumień w Australii, w Górach Błękitnych, w południowej części stanu Nowa Południowa Walia. Ma 8,78 km długości. Wypływa w pobliżu góry Mount Townsend, uchodzi do rzeki Geehi.